# Ramón Meña
Ramón Meña (ur. 14 grudnia 1967) – panamski zapaśnik walczący w stylu klasycznym. Dwukrotny olimpijczyk. W Seulu 1988 odpadł w eliminacjach w obu stylach zapaśniczych, a w Barcelonie 1992 zajął jedenaste miejsce. Startował w kategorii 52–57 kg.
Zdobył srebrny medal na igrzyskach panamerykańskich w 1987 i 1991. Czterokrotny medalista mistrzostw panamerykańskich, drugi w 1987, 1991 i 1992. Brązowy medalista igrzysk Ameryki Środkowej i Karaibów, a także igrzyskach boliwaryjskich w 1993. Drugi na igrzyskach Pacyfiku w 1995. Najlepszy na igrzyskach Ameryki Środkowej w 1994 roku.